# Лазаренко, Прасковья Фёдоровна
Прасковья Фёдоровна Лазаренко (1927—2006) — советский передовик производства в сельском хозяйстве. Герой Социалистического Труда (1971).

## Биография
Родилась 27 октября 1927 года в селе Корытня Монастырищенского района Черкасской области в крестьянской семье.
Трудовую деятельность П. Ф. Лазаренко начала с 1939 года рядовой колхозницей, а затем — звеньевой полеводческого звена и дояркой колхоза Монастырищенского района.
С 1960 года работала телятницей в том же колхозе, выращивала телят с двадцати дней до шести месяцев.
В 1968 году среднесуточный привес телят из ее группы составил 820 граммов, в 1969 году — 917, а в 1970 году — 1226 граммов. П. Ф. Лазаренко стала одним из организаторов колхозной зоотехнической школы.
8 апреля 1971 года Указом Президиума Верховного Совета СССР «за выдающиеся успехи, достигнутые в развитии сельскохозяйственного производства и выполнении пятилетнего плана продажи государству продуктов земледелия и животноводства» Прасковья Фёдоровна Лазаренко была удостоена звания Героя Социалистического Труда с вручением Ордена Ленина и золотой медали «Серп и Молот».
Помимо основной деятельности П. Ф. Лазаренко избиралась депутатом Монастырищенского районного Совета депутатов трудящихся.
Продолжала работать в колхозе до выхода на пенсию.
Жила в селе Корытня Монастырищенского района Черкасской области Украина. Умерла 30 мая 2006 года.

## Награды
- Медаль «Серп и Молот» (8.04.1971)
- Орден Ленина (8.04.1971)
- Медаль «За трудовую доблесть» (22.03.1966)